# Stacje paliw typu Fürstenwalde
Autostradowa stacja paliw typu Fürstenwalde (niem. Reichsautobahn-Tankstelle Fürstenwalde) – niemiecki budynek typowy stacji paliw przewidziany do budowy przy węzłach Autostrad Rzeszy, zaprojektowany przez Friedricha Tammsa w stylu streamline. Nazwa typu pochodzi od pierwszego zrealizowanego obiektu w Fürstenwalde/Spree w  Brandenburgii.

## Stacja paliw w Fürstenwalde

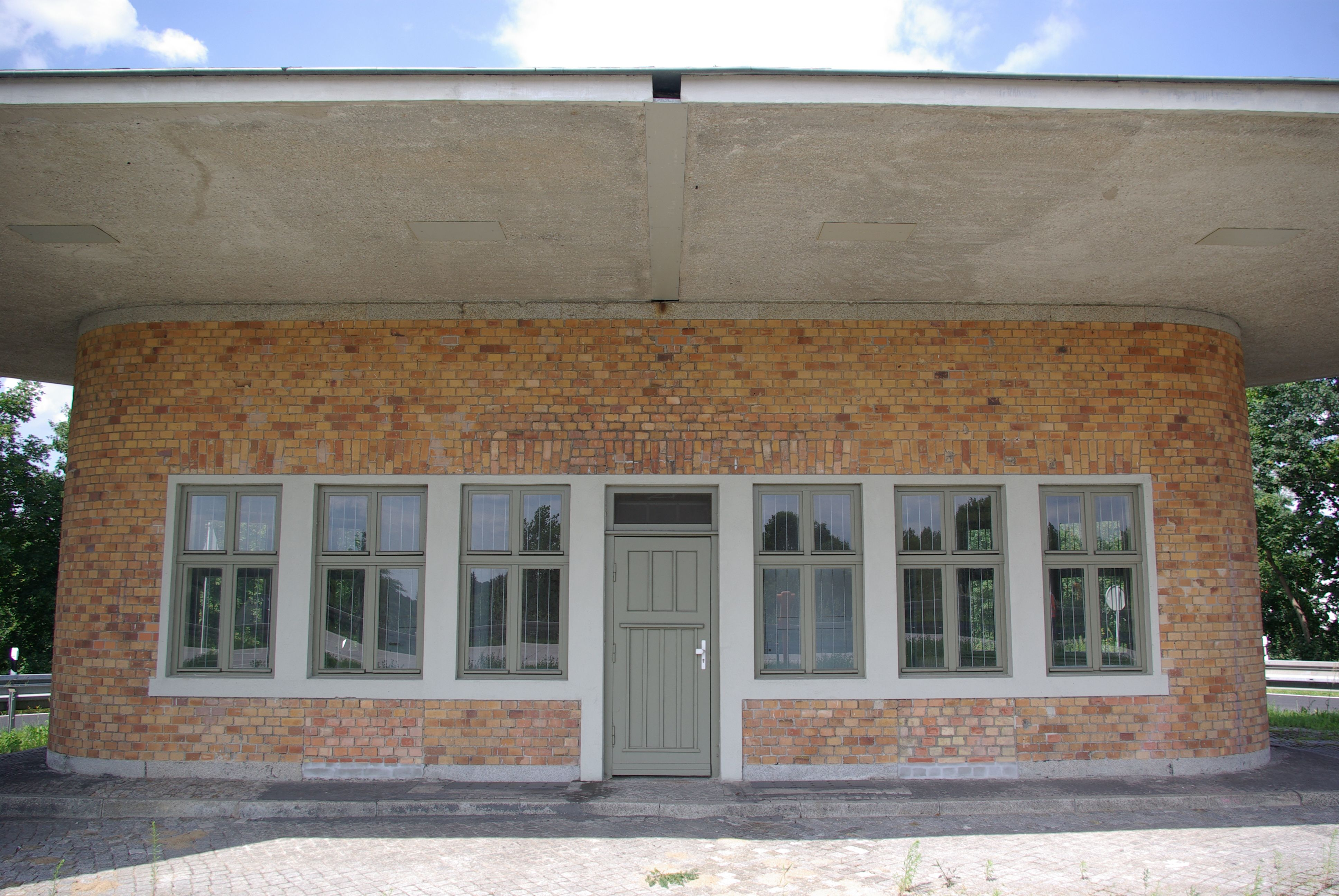
Elewacja stacji paliw w Fürstenwalde

Pierwsza stacja wzniesiona według projektu i jedna z pierwszych autostradowych stacji paliw została zbudowana na węźle Fürstenwalde-West autostrady A12 w 1937 r. przez firmę Wilhelma Ungera z Berlina-Pankow. Funkcjonujące do tej pory prowizoryczne stacje benzynowe na Autostradach Rzeszy (niem. Reichsautobahn) miały zostać zastąpione obiektami tego typu. Dzięki trójkątnemu planowi budynek wpisywał się w trójkąt utworzony przez łącznice wjazdowe i zjazdowe węzła autostradowego. Powierzchnia dachu ma kształt litery V. Pierwotnie na parterze znajdowała się przestrzeń dla podróżnych, toalety, magazyn oraz pomieszczenie dla pracowników stacji. Pomieszczenia w piwnicy służyły do magazynowania węgla i paliw, a także do ogrzewania. Styl architektoniczny projektu spotkał się wówczas z krytyką. Z jednej strony nie podobał się otwarty styl nowej zabudowy, z drugiej zaś oczekiwano dużych stacji paliw nawiązujących do styli regionalnych.
Stacja paliw w Fürstenwalde działała do grudnia 1995 r. Pierwotnie podjeżdżano do niej z obu kierunków, a jadące z zachodu pojazdy przecinały przeciwny pas ruchu. 19 lutego 1996 r. na wniosek Ingrid Friese stacja została wpisana na listę zabytków Brandenburgii. Jest to ostatnia zachowana stacja benzynowa tego typu w Niemczech. Budynek poddano konserwacji i przywrócono wygląd zbliżony do pierwotnego, jednak ze względu na bezpieczeństwo ruchu drogowego nie planuje się dalszego użytkowania.

## Stacje paliw typu Fürstenwalde w Polsce
Przy węźle Bielany Wrocławskie na  autostradzie A4 pod Wrocławiem znajdują się dwie stacje benzynowe tego typu, które zostały wpisane do rejestru zabytków w 2012 r.. Kolejna zachowana stacja znajduje się na węźle Szczecin-Zachód na autostradzie A6. Wszystkie trzy stacje benzynowe nadal funkcjonują.

## Zachowane stacje paliw typu Fürstenwalde
| Zachowane stacje paliw typu Fürstenwalde | Zachowane stacje paliw typu Fürstenwalde | Zachowane stacje paliw typu Fürstenwalde | Zachowane stacje paliw typu Fürstenwalde | Zachowane stacje paliw typu Fürstenwalde      | Zachowane stacje paliw typu Fürstenwalde | Zachowane stacje paliw typu Fürstenwalde | Zachowane stacje paliw typu Fürstenwalde | Zachowane stacje paliw typu Fürstenwalde |
| Państwo                                  | Autostrada                               | Węzeł                                    | Miejscowość                              | Współrzędne                                   | Rok budowy                               | Zabytek                                  | Funkcjonowanie                           | Zdjęcie                                  |
| ---------------------------------------- | ---------------------------------------- | ---------------------------------------- | ---------------------------------------- | --------------------------------------------- | ---------------------------------------- | ---------------------------------------- | ---------------------------------------- | ---------------------------------------- |
| Niemcy                                   |                                          | Fürstenwalde-West                        | Fürstenwalde/Spree                       | 52°20′06,0″N 14°04′39,6″E/52,335000 14,077667 | 1937                                     | 09115484                                 | N                                        |                                          |
| Polska                                   | (Berlinka)                               | Szczecin Zachód                          | Kołbaskowo                               | 53°20′26,5″N 14°26′48,4″E/53,340694 14,446778 | 1937                                     | N                                        | Stacja Orlen                             |                                          |
| Polska                                   |                                          | Bielany Wrocławskie (strona północna)    | Bielany Wrocławskie                      | 51°03′01,1″N 16°58′11,1″E/51,050306 16,969750 | 1937                                     | A/5781/1-2 z 19.01.2012                  | Stacja Orlen                             |                                          |
| Polska                                   |                                          | Bielany Wrocławskie (strona południowa)  | Bielany Wrocławskie                      | 51°02′58,7″N 16°58′10,3″E/51,049639 16,969528 | 1937                                     | A/5781/1-2 z 19.01.2012                  | Stacja Orlen                             |                                          |

## W kulturze
Na stacji paliw w Bielanach Wrocławskich filmowano sceny do filmu Profesor Zazul z 1965 r. oraz do filmu Motodrama z 1971 r. w reżyserii Andrzeja Konica.